# نورداغی
نورداغی (به ترکی استانبولی: Nurdağı) (به کردی: Kurudere) شهری است در کشور ترکیه که در استان غازی عینتاب واقع شده‌است. جمعیت این شهر بر اساس سرشماری سال ۲۰۰۸ میلادی ۱۶٬۵۳۷ نفر و بر اساس برآوردهای سال ۲۰۰۹ میلادی ۱۷٬۹۹۰ نفر می‌باشد.مردم این  شهر  کرد زبان  هستند.